# Glycaspis particeps
Glycaspis particeps är en insektsart som beskrevs av Moore 1970. Glycaspis particeps ingår i släktet Glycaspis och familjen rundbladloppor. Inga underarter finns listade i Catalogue of Life.